# Stuart Gordon
Stuart Gordon  (Chicago, 11 de agosto de 1947 – 24 de março de 2020) foi um diretor de cinema, roteirista e produtor norte-americano.

## Carreira
Gordon foi um dos diretores mais cult do cinema de terror dos anos 80. Re-animator e From Beyond foram alguns dos seus filmes.

## Morte
Morreu no dia 24 de março de 2020, aos 72 anos.

## Filmografia

### Como diretor
- Re-Animator (1985)
- From Beyond (1986)
- Dolls (1987)
- Robot Jox (1990)
- Daughter of Darkness (1990)
- The Pit and the Pendulum (1991)
- Fortress (1993)
- Castle Freak (1995)
- Space Truckers (1996)
- Dagon (2001)
- King of the Ants (2003)
- Dreams in the Witch-House (2005)
- Edmond (2005)
- Stuck (2007)

#### Como roteirista
- Honey, I Shrunk the Kids (1989)
- Honey, I Blew Up the Kid (1992)
- Os Invasores de Corpos - A Invasão Continua (1993)
- Piratas do Espaço (1996)
- Sonhos na Casa da Bruxa (2005) (série de TV)
- Masters of Horror (2005) (série de TV)
- Lenda Assassina (2005) (série de TV)
- Jenifer - Instinto Assassino (2005) (série de TV)

#### Como produtor
- Honey, I Blew Up the Kid (1992), produtor executivo
- Piratas do Espaço (1996)
- Edmond (2005)

#### Outros trabalhos
- Bread & Roses  (2000), (documentário), Stuart Gordon
- Spine Tingler! The William Castle Story (2007), (documentário), Stuart Gordon
- Into the Dark: Exploring the Horror Film (2009), (documentário), Stuart Gordon